# Chris Grayling
Christopher Stephen Grayling (Londres, Inglaterra, 1 de abril de 1962) es un político británico del Partido Conservador, exparlamentario, antiguo miembro del Consejo Privado del Reino Unido y un autor, quien fue secretario del Estado del Transporte desde julio de 2016 cuando Theresa May se convirtió en primera ministra hasta el 24 de julio de 2019 cuando Boris Johnson se convirtió en nuevo primer ministro y Grayling se despidió del gabinete. Fue lord canciller y el secretario del Estado de la Justicia desde 2012 hasta 2015, siendo la primera persona quién ocupó la posición y no fue abogado en por lo menos 440 años, líder de la Cámara de los Comunes del Reino Unido y el lord presidente del Consejo entre 2015 y 2016.
Grayling se creció en Buckinghamshire donde atendió la Royal Grammar School, High Wycombe y estudiaba historia en Sidney Sussex College en la Universidad de Cambridge. Trabajó para el BBC y Channel 4 antes de entrar en la política. Fue elegido al Parlamento del Reino Unido en las elecciones generales del Reino Unido de 2001 por Epsom and Ewell y nombrado al gabinete en la sombra de David Cameron en 2005 como Secretario del Estado en la sombra de Transporte. Desde 2007 fue Secretario del Estado en la sombra de Trabajo y Pensiones y en 2009 se lo nombró Secretario del Estado en la sombra del Interior. 
Después de dejar el gobierno fue contratado por Hutchison Ports, un conglomerado que posee varias terminales portuarias en el Reino Unido, como consultor. Cobra 100.000 libras al año por siete horas de trabajo a la semana.

## Publicaciones
- The Bridgewater Heritage: The Story of Bridgewater Estates × Chris Grayling, 1983, Bridgewater Estates PLC
- A Land Fit for Heroes: Life in England After the Great War × Christopher Grayling, 1985, Buchan & Enright ISBN 0-907675-68-9
- Holt's: The Story of Joseph Holt by Christopher Grayling, 1985, Joseph Holt PLC
- Just Another Star?: Anglo-American Relations Since 1945 × Christopher Grayling and Christopher Langdon, 1987, Virgin Books ISBN 0-245-54603-0
- Insight Guide Waterways of Europe contribution by Chris Grayling, 1989, Apa Publications ISBN 0-88729-825-7

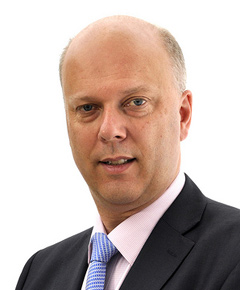
Chris Grayling en enero de 2012